# Герби боярських родин румунських країн

## Родини бояр з Бессарабії

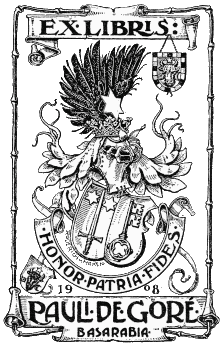
Сім'я Гор

## Родини бояр з Буковини

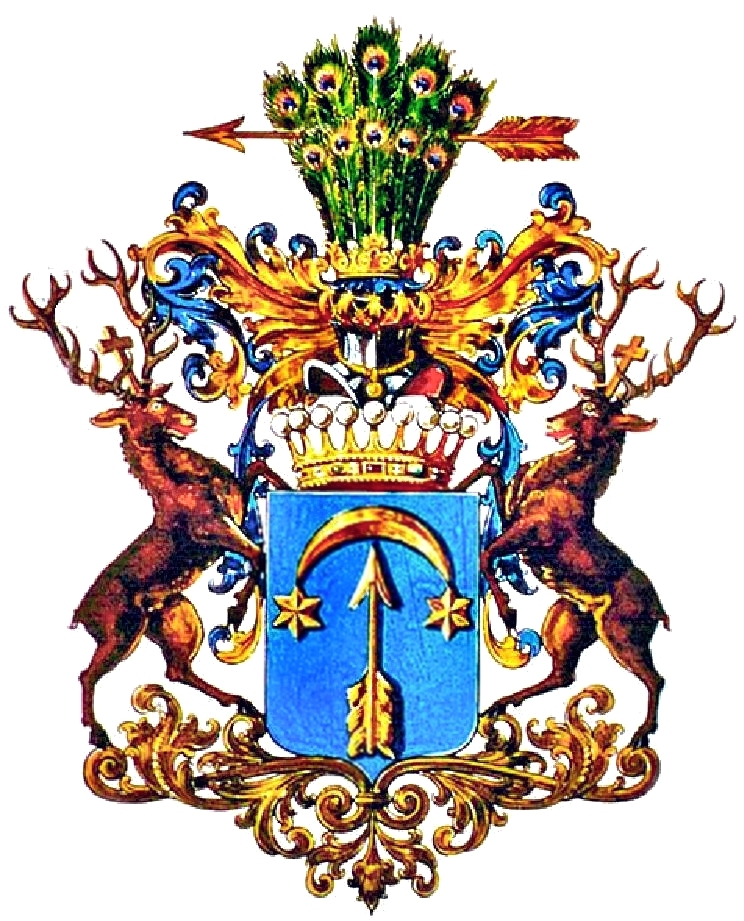
Герб родини Василько де Серецькі (Василько-Сереччі)

## Родини бояр з Молдови

Герб родини Мушатіні
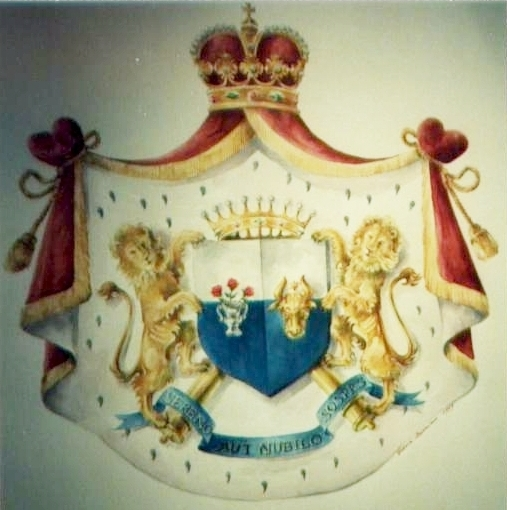
Герб родини Розетті
Герб родини Редукану Розетті
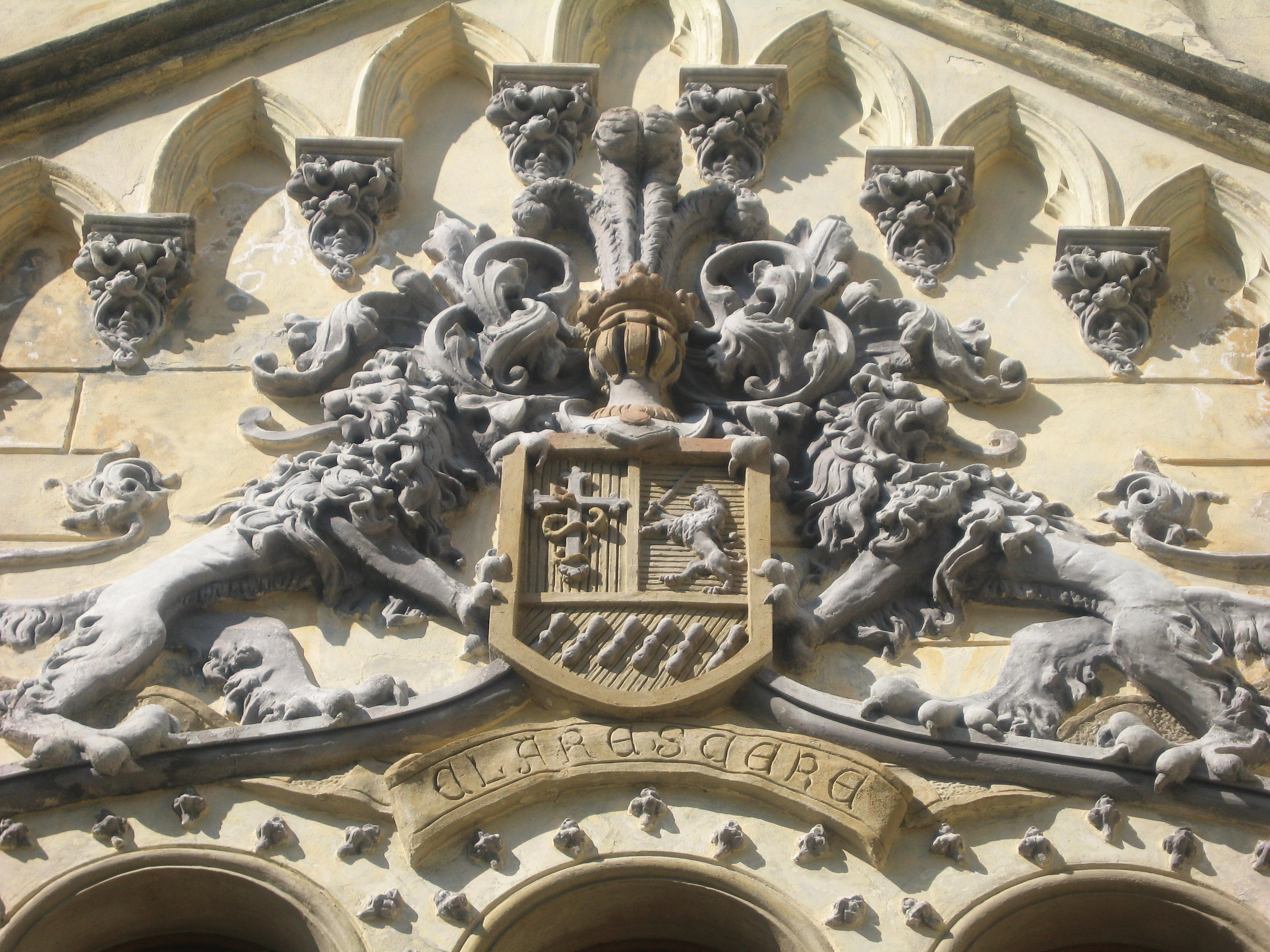
Герб родини Стурдза у замку з Міклаушені

## Шляхетські родини з Трансільванії

Сім'я Хуніаде

## Шляхетні родини з Марамуреша

Герб родини Драгош де Бедеу та Джулешті
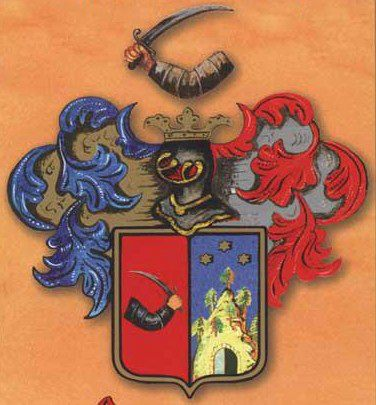
Герб Псім'ї Салісте, зверніть увагу на знак правої руки зради корони
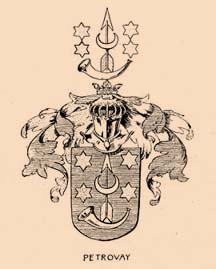
Герб Родини Петрових
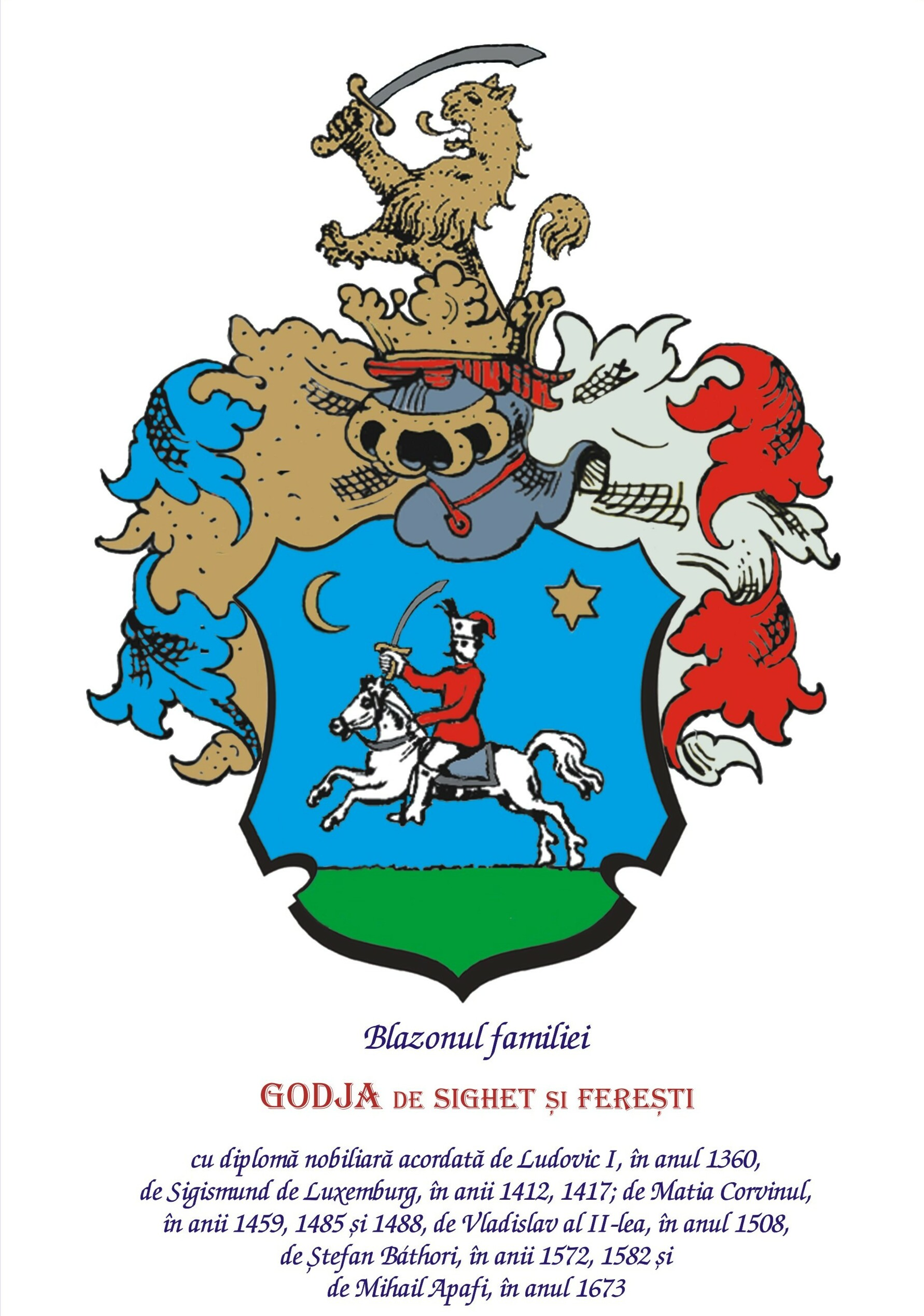
Герб родини Годжа де Сігет і Ферешті
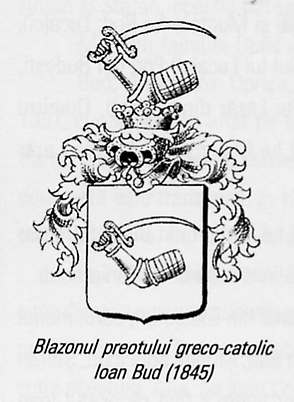
Герб знатного роду Буд де Будешті

### Шляхетні родини з округу Оаш

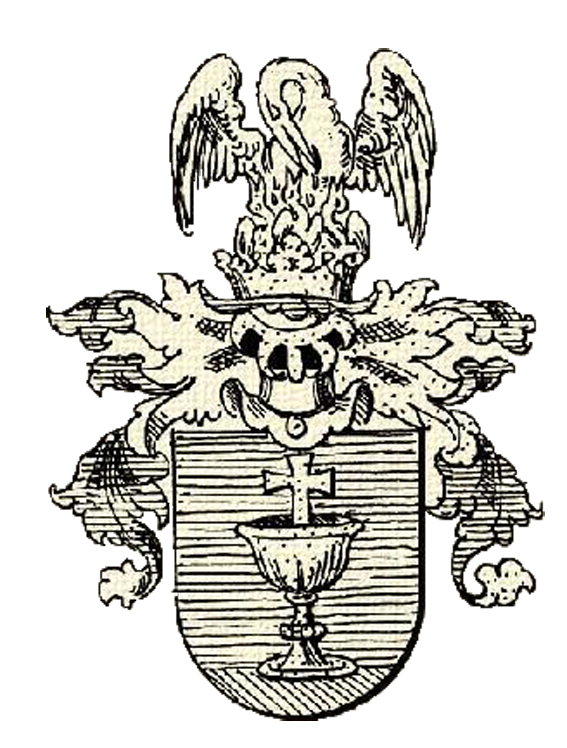
Герб знатної родини Поп де Негресті та Туро

## Родини бояр Валахії

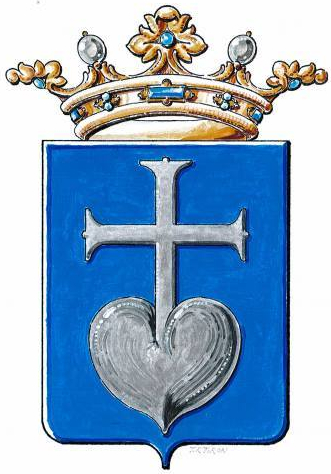
Родина Маргаритів з Тирговиште